# 金色ラブリッチェ
『金色ラブリッチェ』（きんいろラブリッチェ）は、SAGA PLANETSによって開発され、株式会社ビジュアルアーツから2017年12月22日に発売された18禁恋愛アドベンチャーゲームである。略称は「金恋」。
家庭用ゲーム機への移植版として、エンターグラムよりPlayStation 4版およびPlayStation Vita版が2020年3月26日に、Nintendo Switch版が2021年2月25日に発売。2021年6月11日にSteam版が発売。そして、スマホ版（iOS/Android）では2021年12月3日に配信開始。

## 概要
本作はSAGA PLANETSの第21作目である。SAGA PLANETS初のフルHD作品となっている。舞台は私立ノーブル学園という学園を軸にしたものである。本作の中心にあるのは、女の子との恋愛と楽しい学園生活である。テーマは「金色」と「ゴールデンタイム」となっており、そのテーマに沿ってメインヒロインが全員金髪となっている。
2019年2月22日に続編『金色ラブリッチェ -Golden Time-』が発売。
『金色ラブリッチェ -Golden Time-』では前作のメインヒロインに加え、カミナルと城ケ崎 絢華のルートが追加された。また、特定のルートをクリアするととある人物のルートが解禁される。

## あらすじ
未来の紳士淑女を作る場所である、私立ノーブル学園。教養だけでなく品格を学ぶための全寮制の学園である。学園では今年は王族が来たとのことで例年にない緊張感を帯びていた。主人公・市松央路は、思いがけないことからお姫様に気に入られ、学園に編入することになった。加えて、空き部屋の都合から、彼は女子寮の端に押し込まれてしまう。

## 登場人物

### メインキャラクター
市松 央路（いちまつ おうろ）
本作の主人公。素行不良で別の学園から私立ノーブル学園に転校してきた。家がお金持ちではないため庶民として通っている。
シルヴィア・ル・クルスクラウン・ソルティレージュ・シスア（Sylvia le Cruzcrown Sortilège Sisua）
声 - 猫村ゆき
誕生日 - 3月3日 / 血液型 - AB型 / 身長 - 165cm / 3 Size - 84/52/82  
北欧の王国「ソルティレージュ」のお姫様。いつも無邪気で天真爛漫。食べ歩きが好きであり、メロンパンをよく買うことがある。今までの自分の世界にいなかったタイプの主人公に興味を持つ。愛称は「シルヴィ」。
妃 玲奈（きさき れいな）
声 - 遥そら
誕生日 - 8月1日 / 血液型 - O型 / 身長 - 156cm / 3 Size - 81/55/83 
主人公と同じクラスのギャル。可愛くて明るく誰にでも気さくなためクラスでは人気者。最近の流行りは、騙されやすいシルヴィをからかうこと。将来の夢のためにノーブル学園に入ったが、お嬢様ではないため同じ庶民同士の央路と仲良くなる。
エロイナ・ディ・カバリェロ・イスタ（Heroina di Caballero istaa）
声 - あじ秋刀魚
誕生日 - 5月25日 / 血液型 - A型 / 身長 - 170cm / 3 Size - 90/63/87
シルヴィアの近衛警護を務める女騎士。武芸百般に精通し無敵の強さを誇るが武芸以外は大体のことが不器用。シルヴィアと同じく騙されやすいが、キレるためにからかわれることはない。下ネタが嫌いであり、本人の名前を弄られると怒る。愛称は「エル」。
僧間 理亜（そうま りあ）
声 - 小鳥居夕花
誕生日 - 3月3日 / 血液型 - B型 / 身長 - 150cm / 3 Size - 76/51/78
主人公とは別のクラスの根暗ヤンキー少女。喫煙癖があり、何度も停学をくらっている。口が悪く不良としても有名であり、玲奈等のネアカ以外は近づいてこない。
マリア・ビショップ（Maria Bishop）
声 - 小鳥居夕花
央路とシルヴィアが大ファンのアーティストで、正体は僧間理亜。ネット配信で歌を披露して以来、全世界でのダウンロード数は億を超え、数々の音楽賞を総なめにした。芸能事務所に所属していないため、歌以外の情報がシャットアウトされている。
栗生 茜（くりゅう あかね）
声 - 土屋粘
誕生日 - 9月13日 / 血液型 - O型 / 身長 - 148cm / 3 Size - 85/53/81
陸上部所属の熱血少女。主人公たちの後輩。猪突猛進の不器用なタイプで、考えるならまずやってからというスタンスであり、気合と根性で乗り切ろうとする。寮のみんなからはマスコット的な存在。意外と押しに弱い。

### サブキャラクター
カミナル・ル・プルテア・ソルティレージュ・シスア（Caminal le Pultaia Sortilège Sisua）
声 - 秋野花
誕生日 - 2月22日 / 血液型 - AB型 / 身長 - 143cm / 3 Size - 69/48/73
シルヴィアの妹で、ソルティレージュ第10王女。相手を庶民や貴族といった身分で格付けはせず、人間性で判断する。しかしだらしない主人公は眼鏡にかなわなかったらしくあまり好かれてはいない。愛称は「ミナ」。
-Golden Time-で攻略キャラに昇格した。
城ケ崎 絢華（じょうがさき あやか）
声 - 風音
誕生日 - 4月25日 / 血液型 - A型 / 身長 - 163cm / 3 Size - 89/60/89
央路のクラスの委員長。物腰は柔らかいが極度のドSで毒舌。主人公の好みの黒髪ロングなため頭が上がらない相手でもある。お尻が大きめなことを指摘するとガチギレする。
-Golden Time-で攻略キャラに昇格した。
キュロちゃん
シルヴィアを影から護衛する、ペット兼ボディガード。人工知能（AI）を搭載し、可愛い見た目とは裏腹に光学迷彩、ビーム兵器等、最新鋭の兵器技術が詰まっている。
縞 投良（しま とうりょう）
声 - ゆうひ
央路の前の学校での野球部のチームメイト。160キロのストレートを武器に持つ高校球界期待の名ピッチャーで、ノーブル学園にも名前が伝わっている。しかし、精神面で脆く、キャッチャーの央路が監督の不興を買って降板された事で調子を一気に崩し、全国大会で初戦敗退に追い込まれ、以来スランプに陥っている。
市松 千恵華（いちまつ ちえか）
声 - 遠野そよぎ
央路の妹。央路をお兄ちゃんと呼ぶと央路が暴走するので「央路くん」と呼んでいる。逆に「ちぃ」と呼ばれると千恵華が暴走する、お互いにシスコン、ブラコンである。投良とは交際中。
「金色ラブリッチェ」では特定のルート以外央路も千恵華もお互い妹ということを明かさず徹底的に隠されている。
加賀 愛子（かが まなこ）
声 - 梅宮ここ
央路のクラスの同級生。玲奈の友達で愛称は「めご」。「金色ラブリッチェ」ではグラフィックの無いモブキャラの一人だったが、-Golden Time-にてグラフィック付きで登場した。

## 主題歌
オープニングテーマ『Golden Mission』
歌 - 佐咲紗花
作詞 - うらん
作曲・編曲 - 菊田大介
エンディングテーマ『shining! our life』
作詞・歌 - 柚子乃
作曲・編曲 - 高瀬一矢
ギター - 尾崎武士
グランドエンディングテーマ『あの輝きを忘れない』
歌 - 茶太
作詞・作曲・編曲 - 樋口秀樹
ギター - GT-ORANGE

## スタッフ
- 原画 / ほんたにかなえ、とらのすけ
- SD原画 / ぴこぴこぐらむ
- 原案・シナリオ / さかき傘
- BGM / Arte Refact、松本慎一郎、樋口秀樹、水月陵
- 主題歌 / Elements Garden、I've
- オープニングムービー / yo-yu (feat.works)
- ディレクター / KURO

## 反響
本作の登場人物である妃玲奈は、アダルトゲーム専門誌『BugBug』2020年10月号の好きなキャラクターTop10アンケートにて1位となった。

### 批評
『BugBug』2018年2月号に本作のレビューが掲載されている。レビュアーの芋焼酎は、本作の序盤は王道展開ながら至る所にミスリードや伏線が鏤められ、また群像劇的な効果もあって読み応えのあるものになっていると評している。特にシルヴィアと理亜の関係描写が優れており、シルヴィアルートで理亜が発した台詞の本当の意味が説明される理亜ルートの出来が頭一つ抜けていたと述べている。また、一般に、サブキャラとのエッチが出来ないことに不満を抱くユーザーが少なくないところ、本作ではメインヒロインとのエッチにサブキャラも参加させるなど、サービス精神が豊富であり、シーンとシチュエーションの数にも文句はなかったとエッチの描写についても肯定的に評価している。